# Shandong Huoyun Electric Car
Shandong Huoyun Electric Car Co. Ltd., auch Shandong Huoyun Electromobile Co. Ltd. genannt, ist ein Hersteller von Automobilen aus der Volksrepublik China.

## Unternehmensgeschichte
Das Unternehmen aus Zibo begann 2001 mit der Produktion von Automobilen. Der Markenname lautet Huoyun. Im August 2006 entstanden 83 Fahrzeuge mit einer großen Ähnlichkeit zum Smart Fortwo. Daraufhin kam es zu einer Beschwerde von DaimlerChrysler. 2008 beschäftigte das Unternehmen 153 Mitarbeiter.

## Fahrzeuge
Im Angebot stehen Kleinstwagen und Nutzfahrzeuge. Elektromotoren treiben die Fahrzeuge an.
Der HY EVB 2272 Town Stars ähnelt dem Smart. Das Fahrzeug hat 180 cm Radstand, ist 235 cm lang, 153 cm breit und 150 cm hoch. Das Leergewicht ist mit 950 kg angegeben und die Reichweite mit 120 km. Sein Motor leistet 5 kW.
Der KLW-ZSH 48 ist die Ausführung mit längerem Radstand. Das Fahrzeug ist 302 cm lang, 151,5 cm breit und 151,5 cm hoch. Dass Leergewicht ist mit 790 kg angegeben. Die Reichweite beträgt 100 km. Sein Motor leistet 3 kW.